# Daniel Kaluuya
Daniel Kaluuya (ur. 24 lutego 1989 w Londynie) – brytyjski aktor filmowy i scenarzysta. Zdobywca Oscara dla najlepszego aktora drugoplanowego za rolę Freda Hamptona w dramacie biograficznym Judasz i Czarny Mesjasz (2020). Laureat nagrody BAFTA w kategorii wschodząca gwiazda.

## Filmografia

### Filmy
- 2006: Zabijcie posłańca jako Reece
- 2010: Dziecko jako Damon
- 2010: Pokój na czacie jako Mo
- 2011: Random jako Brat
- 2011: Johnny English Reaktywacja jako Agent Tucker
- 2013: Kick-Ass 2 jako Black Death
- 2015: Sicario jako Reggie Wayne
- 2017: Uciekaj! jako Chris Washington
- 2018: Czarna Pantera jako W'Kabi
- 2018: Wdowy jako Jatemme Manning
- 2020: Judasz i Czarny Mesjasz jako Fred Hampton
- 2023: Spider-Man: Poprzez multiwersum jako Hobie Brown/Spider-Punk

### Seriale
- 2005: Doktor Who jako Barclay (gościnnie)
- 2007–2013: Kumple jako Kenneth/DJ
- 2011: Czarne lustro jako Bing